# Ери (Колорадо)
Вижте пояснителната страница за други значения на Ери.
Ери (на английски: Erie) е град в окръг Боулдър, щата Колорадо, САЩ. Ери е с население от 6291 жители (2000) и обща площ от 24,7 km². Намира се на 1564 m надморска височина. ЗИП кодът му е 80154 & 80516, а телефонният му код е 303, 720.